# استیو گوی
 استیو گوی (انگلیسی: Steve Guy؛ زاده ۱۵ مارس ۱۹۵۹) یک تنیس‌باز اهل نیوزیلند است. 